# Hattfjelldals kommun
Hattfjelldals kommun (norska: Hattfjelldal kommune, sydsamiska: Aarborten tjïelte) är en kommun i landskapet Helgeland i Nordland fylke i norra Norge. Den var ursprungligen en del av Vefsns kommun men blev en egen kommun 1862. Kommunen och dess centralort Hattfjelldal (sydsamiska: Aarborte) är uppkallade efter den karaktäristiska bergformationen "Hatten", egentligen en förhistorisk vulkankärna.
Hattfjelldals kommun ingår i Förvaltningsområdet för samiska språk. Språkvariteten är sydsamiska. Kommunen har både en sydsamisk internatskola och ett sydsamiskt kulturcentrum.

## Historik
Orten Hattfjelldal grundades 1728 genom att ett kapell byggdes för samernas behov inom ramen för den missionsverksamhet som grundats av Thomas von Westen. 1788 byggdes en ny kyrka. 1862 blev Hattfjelldal en egen kommun genom delning av Vefsns kommun. Dagens gränser härstammar från 1964 när ett område med 168 invånare överfördes till Hemnes kommun. Den kyrka som idag finns i Hattfjelldal byggdes 1868–1869.

## Flygplats
Det finns en aktiv flygklubb i kommunen som har anor från tidigt 1930-tal. Under andra världskriget, på sommaren 1940, förbättrade tyskarna flygplatsen till det utseende den har i dag med betongbeläggning och hangar.

## Tätorter
I Hattfjelldals kommun finns en tätort:
- Hattfjelldal (centralort)

## Socknar
Inom Norska kyrkan motsvaras Hattfjelldals kommun av Hattfjelldals socken i Indre Helgelands prosteri i Sør-Hålogalands stift.